# Castell de Mur
|  | Per a altres significats, vegeu «Castell de Mur (castell)». |

Castell de Mur és un municipi de la comarca del Pallars Jussà, amb capital a la vila de Guàrdia de Noguera o de Tremp. Es formà el 1972 per agrupació de dos antics municipis: Guàrdia de Tremp i Mur. L'origen del topònim amb què es coneix el municipi actual és Castell de Mur, antic poble castral nascut a redós del castell de Mur. Es conegué aquest castell amb un nom prou simple: mur vol dir, senzillament, «paret, muralla». La situació en què està aquest castell el fa, encara avui dia, molt espectacular: són les parets més altes construïdes per l'ésser humà, en un lloc enlairat. No es fa difícil d'entendre per què se'l va conèixer, simplement, com a Mur. La importància històrica i paisatgística d'aquest castell justifiquen també fàcilment per què el terme sencer en duu el nom, malgrat que, pròpiament, a Castell de Mur ja no hi visqui ningú. Es tracta, doncs, d'un topònim plenament romànic, medieval. És com si se'n digués el castell de la muralla.
En la proposta derivada per l'informe popularment denominat Informe Roca, Castell de Mur havia de passar a formar part d'un nou terme municipal, amb el nom de Montsec, integrat també pels termes municipals de Llimiana i Sant Esteve de la Sarga, a més de la Vall de Barcedana, amb els pobles de Sant Cristòfol de la Vall, Sant Martí de Barcedana i Sant Miquel de la Vall, encara actualment pertanyents a Gavet de la Conca. El nou municipi de Montsec, a més, entrava a formar d'una de les quatre agrupacions municipals del Pallars Jussà, integrada per Tremp, Talarn i Montsec.
En el seu extrem sud, arriba al Montsec d'Ares, mentre que la major part del terme comprèn les serres de la dreta de la Noguera Pallaresa, al sud-oest de Tremp, entre les quals destaca la que acull el castell de Mur, la col·legiata de Santa Maria de Mur, el poble de Collmorter i el castell de Guàrdia.

## Geografia
- Llista de topònims de Castell de Mur (Orografia: muntanyes, serres, collades, indrets..; hidrografia: rius, fonts...; edificis: cases, masies, esglésies, etc).

Com ja s'ha dit, aquest terme municipal es formà per la unió de dos antics termes municipals: el de Guàrdia de Tremp i el de Mur.
Termes municipals limítrofs:
|                         | Tremp i Talarn | Gavet de la Conca |
| Tremp                   |                | Llimiana          |
| Sant Esteve de la Sarga | Àger (Noguera) |                   |

Es tracta, bàsicament, d'un terme municipal prou gran, estès a la dreta de la Noguera Pallaresa, en el sistema muntanyós que formen els contraforts nord-orientals del Montsec d'Ares. Pel sud, a l'antic terme de la Guàrdia de Tremp, el terme arriba fins a la mateixa carena del Montsec. Pel sud-oest, en canvi, no hi arriba atès que entre l'antic terme de Mur i el Montsec d'Ares s'interposa el terme municipal de Sant Esteve de la Sarga.
El límit de llevant és també molt clar i precís: la Noguera Pallaresa, i la resta de termenals, amb Tremp sobretot, i també un tros amb Talarn no es poden definir en una ratlla, i són explicats amb més detall a l'article corresponent de l'antic municipi.

### Comunicacions
El terme de Castell de Mur és dels més ben comunicats de la comarca; almenys, al mateix nivell que les altres poblacions a l'eix de la Noguera Pallaresa.
Travessa el terme de nord a sud, seguint de forma paral·lela el riu que vertebra la comarca, la carretera C-13 (Lleida - Esterri d'Àneu, que relliga Castell de Mur amb Camarasa, Balaguer i Lleida, cap al sud, i amb Tremp, la Pobla de Segur, Sort i Esterri d'Àneu cap al nord. Per aquesta carretera circula la línia de bus de transport públic ordinari de Lleida a Esterri d'Àneu, que ofereix, al seu pas per la Guàrdia de Noguera i per Cellers un sol servei en direcció a Lleida, que passa una mica abans de les 7 del matí per la vila i uns minuts després per Cellers, i un altre a la inversa, que passa al voltant de les 6 de la tarda.
Paral·lelament a la C-13 discorre el ferrocarril de la línia Lleida - la Pobla de Segur, dels Ferrocarrils de la Generalitat de Catalunya (FGC), que té dues estacions dins del terme de Castell de Mur: més al sud, la de Cellers-Llimiana, i més al nord, la de Guàrdia de Tremp. Aquesta darrera es considera parada facultativa, és a dir, que només s'hi atura el tren si hi ha passatgers esperant o bé si el personal del tren ha estat avisat que algun passatger hi vol baixar. La freqüència de trens és de quatre al dia en cada sentit, repartits proporcionalment al llarg del dia.
A part de la C-13, una altra carretera discorre per l'interior de Castell de Mur i uneix alguns dels seus nuclis de població: la LV-9124 (C-13, a Castell de Mur - Moror), que en 7 quilòmetres mena al poble de Moror, del veí terme de Sant Esteve de la Sarga. Del punt quilomètric 4 d'aquesta carretera arrenca cap al nord la pista rural asfaltada que mena a Santa Llúcia de Mur en poc menys de 2 quilòmetres. Aquesta mateixa pista, sempre en bon estat, és la que mena a Collmorter en 3 quilòmetres des de Santa Llúcia de Mur, i al castell de Mur en poc més d'un quilòmetre i mig des de Collmorter. Continuant per la mateixa pista, en quasi 4 quilòmetres més s'arriba a Vilamolat de Mur, i encara es pot continuar cap al nord per sortir per Puigverd a la carretera C-1311 (El Pont de Montanyana - Tremp), prop de Fígols de Tremp.
El Meüll, el Mas d'Eloi i el Mas de l'Hereu constitueixen l'únic sector del municipi que no està directament connectat a través de la pista rural asfaltada anteriorment esmentada. Són accessibles des del punt quilomètric 15 de la carretera C-1311, també prop de Fígols de Tremp, per una altra pista rural, aquesta més curta, ja que mor al Meüll en uns 4,5 quilòmetres, i que va aproximadament paral·lela, pel costat de ponent, de l'anterior.
De tota manera, l'interior del municipi està prou comunicat per un bon nombre de camins i pistes locals que, si bé no totes són practicables ni tot l'any ni per tota mena de vehicles, sí que ho solen ser per als vehicles d'ús agrícola i per als tot terreny. Entre aquests camins i pistes hi ha:
Antic municipi de Guàrdia de Tremp
| - Camí d'Arguinsola - Camí del Bosc - Camí dels Brugals - Camí de Canalets - Camí de Canissera - Camí de Cellers - Camí Vell de Cellers - Camí de les Esplanes - Camí de la Font | - Camí de Fonteté - Camí de Font Truïda - Camí de l'Horta - Camí del Lledó - Camí de les Malloles - Camí de l'Obac - Camí del Pedregal - Camí de les Plantes | - Camí dels Prats de Baix - Camí dels Prats de Dalt - Camí de Rodelló - Camí de Rossor - Camí de Sant Sebastià - Camí dels Seixos - Camí de la Via - Carretera C-13 |

Antic municipi de Mur
| - Camí de l'Auberola - Camí de Cabicerans - Camí de Castellnou, per Casa Auberola - Camí de Castellnou, des del Meüll - Camí de la Censada - Camí del Coscó - Camí de les Esplugues - Camí de Farmicó - Camí de Fórnols - Camí del Mas de Condó - Camí del Mas de l'Hereu - Camí del Mas de Falset | - Camí de la Masia de Claverol - Camí dels Masos - Camí del Meüll - Camí de Miravet - Camí de Mur, des de Puigcercós - Camí de Mur, des de Santa Llúcia de Mur - Camí de la Plana - Camí de les Planes - Camí de Puigcercós - Camí de Puigmaçana - Camí de Purredons | - Camí de Purredó - Camí de Sellamana - Camí de la Serra (el Meüll) - Camí de la Serra d'Estorm - Camí de la Sort - Camí de Torrenta - Camí de Tremp a Alsamora - Camí de Vilamolat de Mur, des del castell de Mur - Camí de Vilamolat de Mur, des de Puigverd - Camí de les Vinyes |

Comuns als dos antics municipis
| - Camí dels Avalls - Camí vell de Mur | - Camí vell de Santa Llúcia de Mur - Carretera LV-9124 | - Carretera de Santa Llúcia de Mur |

### Nuclis de població
| Entitat de població | Habitants (2023) |
| Guàrdia de Noguera  | 101              |
| Cellers             | 31               |
| Vilamolat de Mur    | 24               |
| el Meüll            | 9                |
| Collmorter          | 8                |
| Santa Llúcia de Mur | 3                |
| Puigmaçana          | 2                |
| Mur                 | 1                |
| Font: Idescat       |                  |

{| style="margin:1em auto; padding:2px; border: 1px solid #FFD700; text-align:center; font-size:90%"
! colspan=4 style="background:#FFD700" |Pobles del terme de Castell de Mur
|- 
| 
| 
| 
|-style="background:#FFD700"
|El poble de Cellers
|El poble de Collmorter
|El caseriu de les Esplugues
|}
| La vila de Guàrdia de Noguera | El poble del Meüll | La caseria de Miravet |
| La vila de Guàrdia de Noguera | El poble del Meüll | El caseriu de Miravet |

| El poble de Puigmaçana | El poble de Santa Llúcia de Mur | El poble de Vilamolat de Mur |
| El poble de Puigmaçana | El poble de Santa Llúcia de Mur | El poble de Vilamolat de Mur |

A l'actual terme de Castell de Mur hi ha les entitats de població següent:
- Guàrdia de Noguera: Guàrdia de Noguera, les Cases de l'Estació, Cellers i l'Espona (antiga quadra).

- Mur: Alberola o Auberola (despoblat), Collmorter, el Mas d'Eloi (despoblat), les Esplugues (despoblat), el Mas de l'Hereu (despoblat), el Meüll, Miravet (despoblat), Puigmaçana, Santa Llúcia de Mur, Vilamolat de Mur i Vilaplana (desaparegut).

Com es pot veure al quadre del costat, només cinc són habitats, actualment. Cal tenir en compte que les Cases de l'Estació és, de fet, un barri de Cellers.

### Espeleologia
Tot i que Castell de Mur no és dels més rics de la comarca en nombre de cavitats subterrànies, shi ha les següents, totes elles explorades:
| - Cova de Capot - Surgència de la Cova de la Platja - Cova de Grabiel - Esplugues de Mur - Forat d'en Natxo | - Cova de l'Obaga del Tic-tac - Cova del Paborde - Cova de la Platja - Cova número 2 de la Platja | - Cova de la Quadra - Cova Tallada - Cova de Té-do'm - Cova dels Tres Forats |

## Història
Atesa l'amplitud de l'apartat d'història de cadascun dels dos grans termes que componen aquest municipi, corresponent als antics castells de Guàrdia i de Mur, cadascun té el seu article específic.

## Demografia
| 1497 f | 1515 f | 1553 f | 1717 | 1787 | 1857  | 1877  | 1887 | 1900 | 1910 |
| ------ | ------ | ------ | ---- | ---- | ----- | ----- | ---- | ---- | ---- |
| 40     | 40     | 38     | 388  | 781  | 1.153 | 1.021 | 983  | 832  | 793  |

| 1920 | 1930 | 1940 | 1950 | 1960 | 1970 | 1981 | 1990 | 1992 | 1994 |
| ---- | ---- | ---- | ---- | ---- | ---- | ---- | ---- | ---- | ---- |
| 711  | 735  | 665  | 628  | 488  | 277  | 200  | 144  | 145  | 145  |

| 1996 | 1998 | 2000 | 2002 | 2004 | 2006 | 2008 | 2010 | 2012 | 2014 |
| ---- | ---- | ---- | ---- | ---- | ---- | ---- | ---- | ---- | ---- |
| 157  | 149  | 149  | 151  | 167  | 163  | 177  | 182  | 173  | 163  |

| 2016 | 2018 | 2020 | 2022 | 2024 | 2026 | 2028 | 2030 | 2032 | 2034 |
| ---- | ---- | ---- | ---- | ---- | ---- | ---- | ---- | ---- | ---- |
| 175  | 165  | 173  | 171  | 170  | -    | -    | -    | -    | -    |

El primer cens és del 1975 després de la unió de la Guàrdia de Noguera i Mur. Les dades anteriors són la suma dels antics municipis.

## Composició de l'Ajuntament

### Alcaldes
Des de les primeres eleccions municipals democràtiques, Castell de Mur ha tingut els alcaldes següents:
- Joaquim Mullol i Gaset (19.4.1979 - 7.5.1983)
- Josep Vila i Chauri (23.5.1983 - 26.5.2007)
- Josep Castells i Farré (16.6.2007 - 24.5.2015)
- Josep Maria Mullol i Miret (5.6.2015 - 23.5.2023). A més, des del 9 de juliol de 2019, Mulloll compaginava el càrrec de batlle amb el de president del Consell Comarcal del Pallars Jussà.
- Miquel López Berga (17.6.2023 - actualitat)

### Regidors
A més, un total de 20 persones han exercit el càrrec de regidor d'aquest ajuntament del 1979 ençà. Sense detallar a quines legislatures pertanyen, són: Darío Albert Maqueda, Martí Barcons Pinós; Josep Belart i Roca; Joaquim Burguesa i Mitjana; Antoni Castells i Escoll; Josep Castells i Farré; Josep Castells i Serra; Josep Colomé i Miret; Antoni Corts i Prats; Jordi Elies i Fàbrega; Concepció Esteva i de Moner; Joan Josep Farré i Mora; Josep Felip i Jordana; Gabriel Fillat i Mir; Miquel López i Berga; Miquel López i Porrera; Francesc Mirabet i Ardanuy; Josep Maria Mullol i Miret; Joaquim Mullol i Gaset; Ramon Salsé i Guàrdia; Maria Alba Serra i Fillat; Conxi Rodriguez i Fernández; Josep Maria Torm i Boix, Joan Vila i Chauri, Josep Vila i Chauri i Núria Viu Feliu.
Legislatura 2023-2027
- Miquel López Berga (ERC), alcalde. Representant del municipi en el Consell Comarcal.
- Darío Albert Maqueda (ERC - independent), regidor i 1r Tinent d'Alcalde.
- Joaquim Burguesa Mitjana (ERC), regidor i 2n Tinent d'Alcalde.
- Núria Viu Feliu (JxCAT), regidora
- Ramon Salse i Ferriz (JxCat), regidor. Representant del municipi en el Consell Comarcal.

## Llocs d'interès

### Històric
- Castell de Mur
- Monestir de Santa Maria de Mur
- Castell de Guàrdia de Tremp
- Sant Feliu de Guàrdia
- Poblat del castell de Guàrdia
- Sant Feliu de Guàrdia
- Sant Gregori del Mas d'Eloi
- Santa Llúcia de Mur, poble, i església
- Sant Martí del Meüll
- Torre de Ginebra del nord (suissa)

### Paisatgístic
- Vistes sobre la major part del Pallars Jussà des dels castells de Mur i Guàrdia, i el poble de Collmorter

## Activitat econòmica
L'activitat econòmica del terme de Castell de Mur és la mateixa que la resta del Pallars Jussà: agricultura, sobretot vi, oli, gra, llegums, verdures i fruites, antigament, de la qual avui dia ha desaparegut el raïm, però amb prou vitalitat per a tenir un molí fariner i dos trulls, o molins d'oli.
El bosc és una de les riqueses naturals del terme: tot el vessant del Montsec és un immens bosc, que dona fruit al terme de Castell de Mur.
En l'actualitat, en tot el terme més de 1.000 hectàrees són dedicades a l'agricultura; més de la quarta part a cereals, i més d'una altra quarta part a farratges.
Quasi 2.000 hectàrees del terme són de bosc; sobretot la part oriental del Montsec d'Ares, que és la que pertany a Castell de Mur, i també a les partides de Coscó, Serra Carboner i la Ribera de la Noguera.
La ramaderia ovina és molt present a Castell de Mur, i també la porcina, que va en augment.
Possiblement a causa del seu emplaçament i de l'atractiu turístic desenvolupat per un costat per l'Embassament dels Terradets i per l'altre pels castells del terme, Castell de Mur és un dels municipis pallaresos amb més serveis de cara al turisme.
Així, cal parlar d'un Hotel rural - Restaurant, un Alberg de la Fundació Pere Tarrés, per a col·lectius com escoles, grups d'esplai, entitats o grups diversos, i dues cases rurals (Casa Perdiu i Casa Vila) a Guàrdia de Noguera; l'Hotel Terradets a ran de pantà, un Alberg-refugi a l'antiga estació de Cellers-Llimiana, i una casa rural (Casa Cotet), a Cellers, i una casa rural, Cal Soldat, a Collmorter.
També hi ha un Servei d'Informació Montsec-Mur a Guàrdia de Noguera.

## Festes i tradicions
Cada any, tot i que no s'especifica bé la data, se celebra una festa al castell de Mur per representar la unió de tots els pobles que actualment estan sota l'autoritat del pabordat de Mur. Es una festivitat on es va a missa, es fa una passejada amb les banderes de tots els pobles i es fa una menjada.